# Franck Manga Guela
Franck Manga Guela (Abiyán, Costa de Marfil, 19 de junio de 1986) es un futbolista marfileño. Juega de volante y actualmente se encuentra sin club.

## Clubes
| Club                | País                   | Año         |
| ------------------- | ---------------------- | ----------- |
| Mamelodi Sundowns   | Sudáfrica              | 2003 - 2004 |
| Anagennisi Karditsa | Grecia                 | 2004 - 2005 |
| Veria FC            | Grecia                 | 2005 - 2006 |
| Kerkyra FC          | Grecia                 | 2006 - 2007 |
| Dinamo Zagreb       | Croacia                | 2007 - 2008 |
| Larissa FC          | Grecia                 | 2008 - 2009 |
| Arminia Bielefeld   | Alemania               | 2009 - 2011 |
| Ludogorets Razgrad  | Bulgaria               | 2012 - 2013 |
| Apollon Smyrnis     | Grecia                 | 2013 - 2014 |
| Al Urooba           | Emiratos Árabes Unidos | 2014 - 2016 |
| Al Hamriyah         | Emiratos Árabes Unidos | 2016 - 2017 |

## Palmarés

### Campeonatos nacionales
| Título    | Club          | País    | Año  |
| --------- | ------------- | ------- | ---- |
| Prva Liga | Dinamo Zagreb | Croacia | 2007 |